# LGV大西洋線
LGV大西洋線 （LGVたいせいようせん、仏: LGV Atlantique、ligne nouvelle 2、LN2） は、パリからフランス西部に向かう高速鉄道路線である。LGV南東線に続くフランスの新たな高速鉄道路線として、1989年9月にル・マンまで、1990年9月にトゥールまでそれぞれ開業した。TGV Atlantiqueを使用して世界で初めて300 km/h運転を開始したことでも知られている。1990年5月18日にはTGV Atlantique325編成を使用した試験走行で当時の鉄輪式で世界最高速度の515.3 km/hを記録している。
パリから120 km程の地点であるクールタランで路線は2つに分岐しており、一方はル・マン　（ブルターニュ・ペイ＝ドゥ＝ラ＝ロワール方面）、もう一方は南西方向のトゥール（アキテーヌ方面）へ向かっている。LGV大西洋線は、パリからクールタランの分岐点まで124 kmと西方向ル・マン方面への分岐線53 、南西方向トゥール方面への分岐線102 kmの合計279 kmから構成されている。2017年にはこの路線の延長としてLGV南ヨーロッパ大西洋線（ボルドー方面）と同ブルターニュ-ペイ・ド・ラ・ロワール線（レンヌ方面）が開業した。
このLGV大西洋線からは、商用2×25 kV・50 HzのATき電方式とし、変電所間隔を2倍にすることが出来た、これにより変電所数が7から4になり、電力関係のコストを大幅に低減出来た。

## 路線経路
パリ側のターミナル駅はモンパルナス駅である。モンパルナスからパリ南郊でトンネル区間を通り進路を行く。パリ近郊のトンネル区間はLGVの周辺環境への影響を考慮し敷設された。トンネル上は散策路や公園などになっている。市街地での騒音防止のためにトンネル区間が設けられたのは、LGV大西洋線がフランスでは初めてである。路線は以前のパリ・シャルトル間の鉄道線に沿って進む。14 km地点に最初の新駅マッシィTGV駅が設置されている。マッシィまでは、1903年にモンパルナス・マッシィ間で計画され、建設が中止された線路用地を流用している。マッシィではLGV東連絡線から伸びてくる路線や、RERなど既存の路線と接続し連絡が図られている。
マッシィTGV駅を出るとヴィルジュストトンネルを通り、オートルート10号線（A10）に沿って進む。サン・アルヌー付近でLGV大西洋線は南方向へ向かいA10号線から離れていく。その後大西洋線は、パリ・ヴァンドーム間の在来線と並行しクールタランまで向かう。それぞれ、分岐点で路線は二つに分かれル・マンやトゥール方面へ向かう。LGV区間が終わってもル・マン方面はレンヌやナント、トゥールから先は手前のサンピエールデコール経由でボルドーやトゥールーズまでの在来線の直流電化区間をそのままTGVは乗り入れている。
路線の最急勾配は15‰（例外で25‰もあり。）で、トンネルは計4つ設置されている。トンネル内での不快な気圧変化のため、運行開始当初は最高速度220 km/hで走行していたがその後は180km/hに減速された。

## 区間最高運転速度
- ヴァンヴ・マッシィ間 : 200 km/h
- マッシィ・ヴィルジュスト : 220 km/h
- ヴィルジュスト・クールタラン : 300 km/h
- クールタラン分岐点付近 : 220 km/h
- クールタラン・コンネーレ（ル・マン方面） : 300 km/h
- クールタラン・ヴヴレイ ： 300 km/h
- ヴヴレイ・モン（トゥール方面） : 270 km/h

## 駅
- パリ・モンパルナス駅（在来線上）
- マッシィTGV駅
- ル・マン駅（在来線上）
- ヴァンドーム＝ヴィリエ＝シュル＝ロワール＝TGV駅
- サン・ピエール・デ・コール駅（在来線上）
- トゥール駅（在来線上）

## 沿革
1975年頃からパリとフランス南西部を高速鉄道で結び、利便性を高める計画が進められて来た。1983年9月15日には、フランス大統領が路線の建設を発表し、1984年9月末にはパリ郊外で3つのトンネルの建設工事が着手された。
- 1983年1月1日 - フランス国鉄は高速鉄道2号線に関する委員会を設置。
- 1984年5月25日 - 公益宣言後（Déclaration d'utilité publique）、事業開始。
- 1984年9月末 - パリ近郊のトンネル区間で一部工事着手。
- 1985年2月15日 - イヴリーヌ県ボアンヴィル＝ル＝ガイヤールにて、公式に着工。
- 1987年7月1日 - LGV大西洋線で最初の軌道敷設が、ウール＝エ＝ロワール県オーノーで着手される。
- 1989年9月24日 - モンルージュ・コンネル間が開業。
- 1990年5月18日 - TGVの世界最高速度515.3 km/hが記録される。
- 1990年9月25日 - トゥールへの南西方向の支線が開業。
- 1990年12月27日 - TGV-Aの列車内で赤ちゃんが生まれる。
- 2017年7月2日 - LGV南ヨーロッパ大西洋線が開業。